# Bertrand (Nuovo Brunswick)
Bertrand è un villaggio del Canada, situato nella provincia del Nuovo Brunswick.